# Cascade ischémique
La cascade ischémique
,
désigne une série de réactions biochimiques déclenchées dans le cerveau après plusieurs secondes à quelques minutes d'ischémie cérébrale ou d'irrigation sanguine insuffisante.
La plupart des neurones ischémiés meurent par l'action de métabolites produits pendant, mais aussi après l'épisode ischémique. Cette cascade ischémique se poursuit durant une à deux heures, mais elle peut se prolonger pendant des jours, même après le rétablissement de la circulation sanguine.
Une telle cascade biochimique représente une suite d'événements qui forment une réaction en chaîne. La dénomination cascade ischémique est en fait inadéquate  car ces événements ne se suivent pas linéairement : l'un obéit à une rétroaction circulaire, un second en déclenche de multiples autres, plusieurs seront nécessaires à la réalisation d'un troisième... De plus, des cellules vascularisées différemment suivront des séquences métaboliques différentes. Cependant la cascade ischémique peut généralement être décrite comme suit : 
1. Le neurone qui manque d'oxygène ne parvient plus à synthétiser l'ATP, son carburant cellulaire.
2. La cellule passe en métabolisme anaérobie  avec production d'acide lactique.
3. Les canaux ioniques dépendant de l'ATP s'arrêtent, entraînant la dépolarisation de la cellule, ce qui permet aux ions, notamment le calcium  (Ca++), de faire irruption dans la cellule.
4. Les autres pompes ioniques débordées, se révèlent alors incapable d'éliminer le  Ca++ intracellulaire qui atteint des concentrations nocives.
5. La concentration de  Ca++ provoque à son tour la libération  du glutamate, acide aminé neurotransmetteur excitateur.
6. Le glutamate active les récepteurs ionotropiques AMPA et NMDA  ouvrant d'autres canaux ioniques et accroissant encore la concentration en Ca++ dans la cellule.
7. L'excès de  Ca++ entraîne une hyper-excitation neuronale et la libération de métabolites toxiques : radicaux libres, enzymes Ca++ dépendants, tels la calpaïne, des endonucléases, des ATPases et des phospholipases. Le Ca++ et les glutamates provoquent l'augmentation de leur concentration réciproque, en un cercle vicieux que l'on appelle rétroaction positive.
8. La membrane cellulaire à son tour dégradée par les phospholipases, laisse passer de plus en plus d'ions et des métabolites toxiques pénètrent dans la cellule.
9. Les mitochondries lysées relâchent des toxines et des inducteurs d'apoptose.
10. La séquence d'apoptose dépendante des caspases s'engage, conduisant la cellule au suicide.
11. Si une cellule meurt en suivant la voie de la nécrose, les métabolites toxiques et les glutamates  qu'elle libère dans son environnement altèrent  les neurones voisins.
12. lorsqu'enfin la circulation cérébrale se rétablit, de nombreuses lésions de reperfusion sont constatées.
13. D'abord une réaction inflammatoire s'établit et les cellules macrophages nettoient les débris cellulaires mais agressent aussi des cellules saines.
14. Des substances toxiques altèrent la barrière hémato-encéphalique
15. L'irruption de macromolécules de haut poids moléculaire  comme l'albumine, provenant des vaisseaux sanguins, à travers la barrière hémato-encéphalique lésée fait gonfler le cerveau (œdème cérébral). Ces grosses molécules attirent l'eau dans le cerveau par osmose. Cet œdème vasogénique comprime et endommage le tissu cérébral.

La multiplicité des étapes de la cascade ischémique a conduit les médecins à espérer que des neuro-protecteurs comme les antagonistes des récepteurs ionotropiques de type NMDA, bloquant les canaux ioniques perméables au  Ca++, pourraient briser cet enchaînement à l'une de ses étapes, interrompant ainsi ses conséquences néfastes.  Bien que les premiers essais in-vivo de ces médicaments neuro-protecteurs laissent entrevoir un espoir, aucun d'entre eux n'a validé les tests cliniques.